# Fabiano Cezar Viegas
Fabiano Cezar Viegas (sinh ngày 4 tháng 8 năm 1975) là một cầu thủ bóng đá người Brasil.

## Sự nghiệp câu lạc bộ
Fabiano Cezar Viegas đã từng chơi cho Kashima Antlers và Vegalta Sendai.

## Thống kê câu lạc bộ

### J.League
| Đội             | Năm       | J.League | J.League | J.League Cup | J.League Cup | Tổng cộng | Tổng cộng |
| Đội             | Năm       | Trận     | Bàn      | Trận         | Bàn          | Trận      | Bàn       |
| --------------- | --------- | -------- | -------- | ------------ | ------------ | --------- | --------- |
| Kashima Antlers | 2000      | 28       | 2        | 6            | 0            | 34        | 2         |
| Kashima Antlers | 2001      | 19       | 0        | 3            | 0            | 22        | 0         |
| Kashima Antlers | 2002      | 19       | 0        | 7            | 0            | 26        | 0         |
| Vegalta Sendai  | 2003      | 23       | 1        | 4            | 0            | 27        | 1         |
| Tổng cộng       | Tổng cộng | 89       | 3        | 20           | 0            | 109       | 3         |